# Museo Pompeo Boggio
El Museo Pompeo Boggio es el principal museo de la ciudad de Chivilcoy, ubicado en la intersección de las calles Bolívar y Salta, en la Provincia de Buenos Aires. Es dependiente de la Secretaría de Cultura y Educación local, que se encuentra bajo la jurisdicción de la Municipalidad de Chivilcoy.

## Historia
El 22 de octubre de 1946, en el 92° aniversario de la fundación de la ciudad de Chivilcoy se llevó a cabo la inauguración del Museo Municipal de Artes Plásticas Pompeo Boggio, fundado y organizado por el pintor José Antonio Speranza (1909–1987), quien concibió la iniciativa e impulsó la creación del Museo como un repositorio municipal en el que se almacenaron y exhibieron las diferentes obras de artistas plásticos chivilcoyanos, como de exponentes del arte en general.

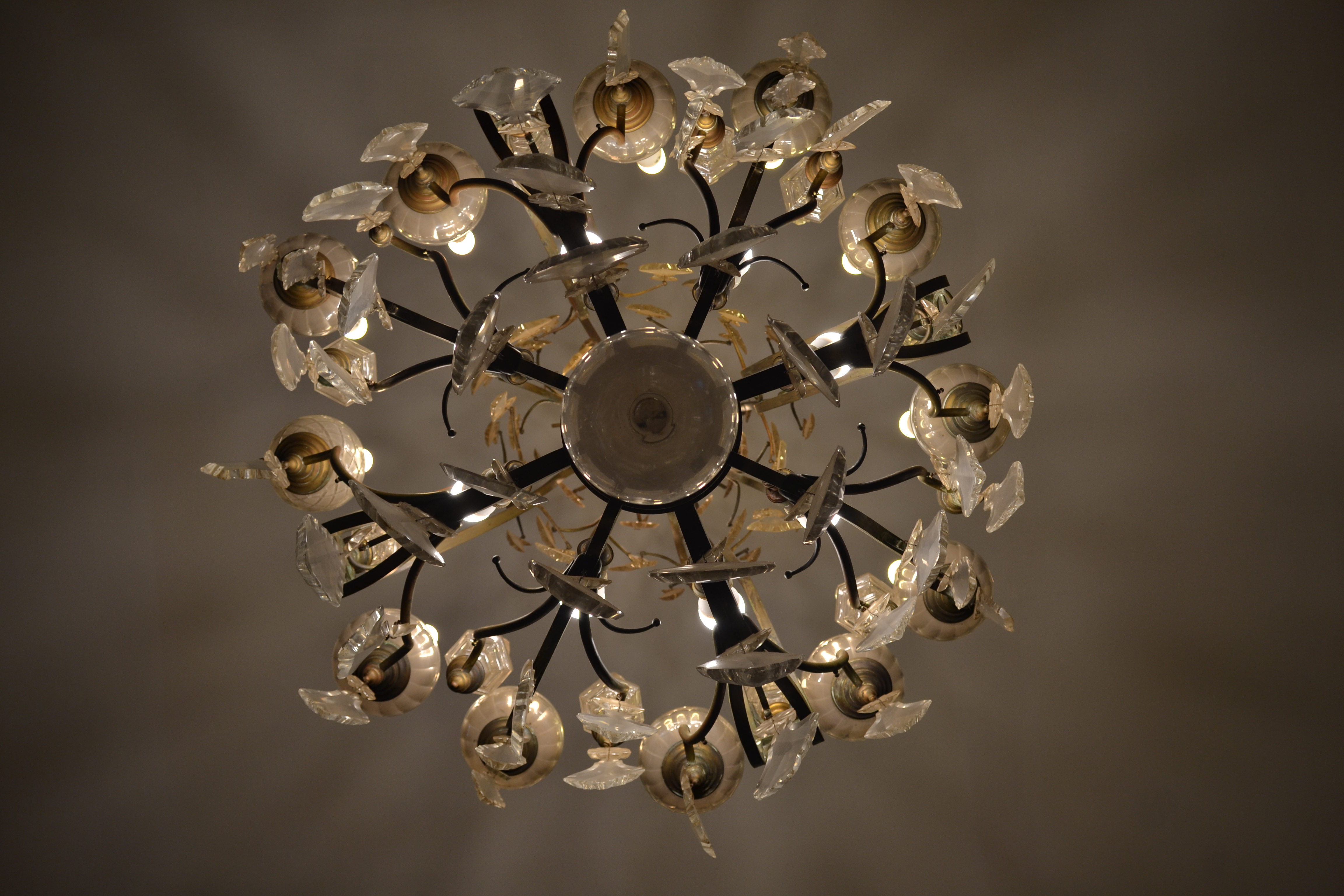
Vista desde abajo de la araña de Sala Principal

El 14 de junio de 1944 mediante un decreto municipal se adquirieron cuadros de artistas plásticos locales con el proyecto de poder conformar una futura sala de Arte a nivel oficial. En 1946 se fundó el Museo Municipal de Artes Plásticas. Instalado en primer término en el inmueble situado en la calle Lavalle n.º 28, junto al Museo histórico municipal, fundado por Francisco Anselmo Castagnino (1884-1955), el 25 de agosto de 1943. En el año 1958 trasladaron el museo de artes plásticas a la calle Bolívar n.º 319 donde antes funcionaba el Hospital de Cirugía «Gral. José Inocencio Arias» y la asistencia pública "Dr. Santiago R.Gómez". Allí mismo se habilitó el Museo Histórico Municipal el 13 de enero de 1958 bajo el nombre de Francisco Anselmo Castagnino, y el Archivo Histórico Municipal. En 1968 se realizaron trabajos de ampliación, restauración y embellecimiento del edificio. Fue en 1974 cuando finalmente se le dio al Museo el nombre del reconocido pintor y docente Pompeo Boggio.
En 1983, se realizó el traslado del Museo Histórico Municipal, del Archivo Histórico Municipal y del Museo Arqueológico Municipal a la sede de la calle 9 de julio número 177; actual Complejo Histórico Municipal «Adelina Dematti de Alaye», fundado y organizado por Francisco Alberto Castagnino, e inaugurado el 5 de noviembre de 1983.
En 1988 fue creado un espacio de índole fotográfica llamado «Foto Galería 22», por el cual pasaron una gran cantidad de profesionales, de cámara y del arte de la imagen, oriundos de Chivilcoy, y de nivel nacional e internacional. Dos salas recibieron los nombres de José Antonio Speranza y del pintor y docente Héctor José Cartier.

## Edificio
En el actual edificio del museo, funcionó desde el año 1898 el Hospital de Cirugía «Gral. José Inocencio Arias» que contaba con el sostén y patrocinio de la «Sociedad de Beneficencia» de Chivilcoy,
El Hospital de Cirugía estaba compuesto por dos salas: una destinada a varones, y otra a mujeres; contaba con alumbrado eléctrico y el respectivo servicio de aguas corrientes. Al dedicarse a las cirugías, solo ingresaban pacientes para ser posteriormente operados de diversas afecciones y patologías. Debían abonar una suma de ocho o cuatro pesos por día, según la situación económica del paciente, y en el caso de personas declaradas “Pobres de solemnidad” recibían una atención de carácter gratuito.
En el año 1958 el edificio se declaró Museo Histórico Municipal y en el año 1968, Casa de la Cultura.

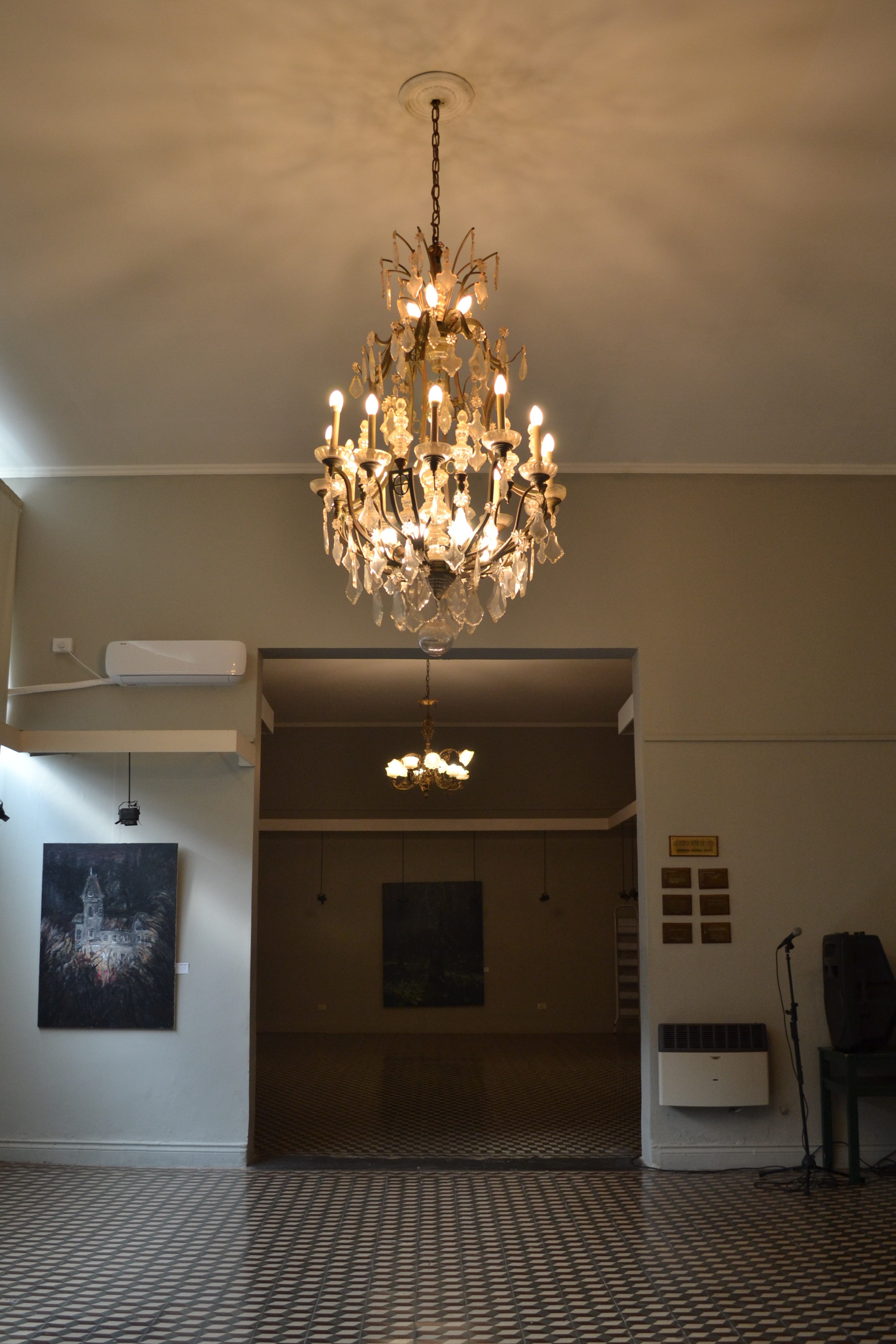
Salas de exposición

## Actividades

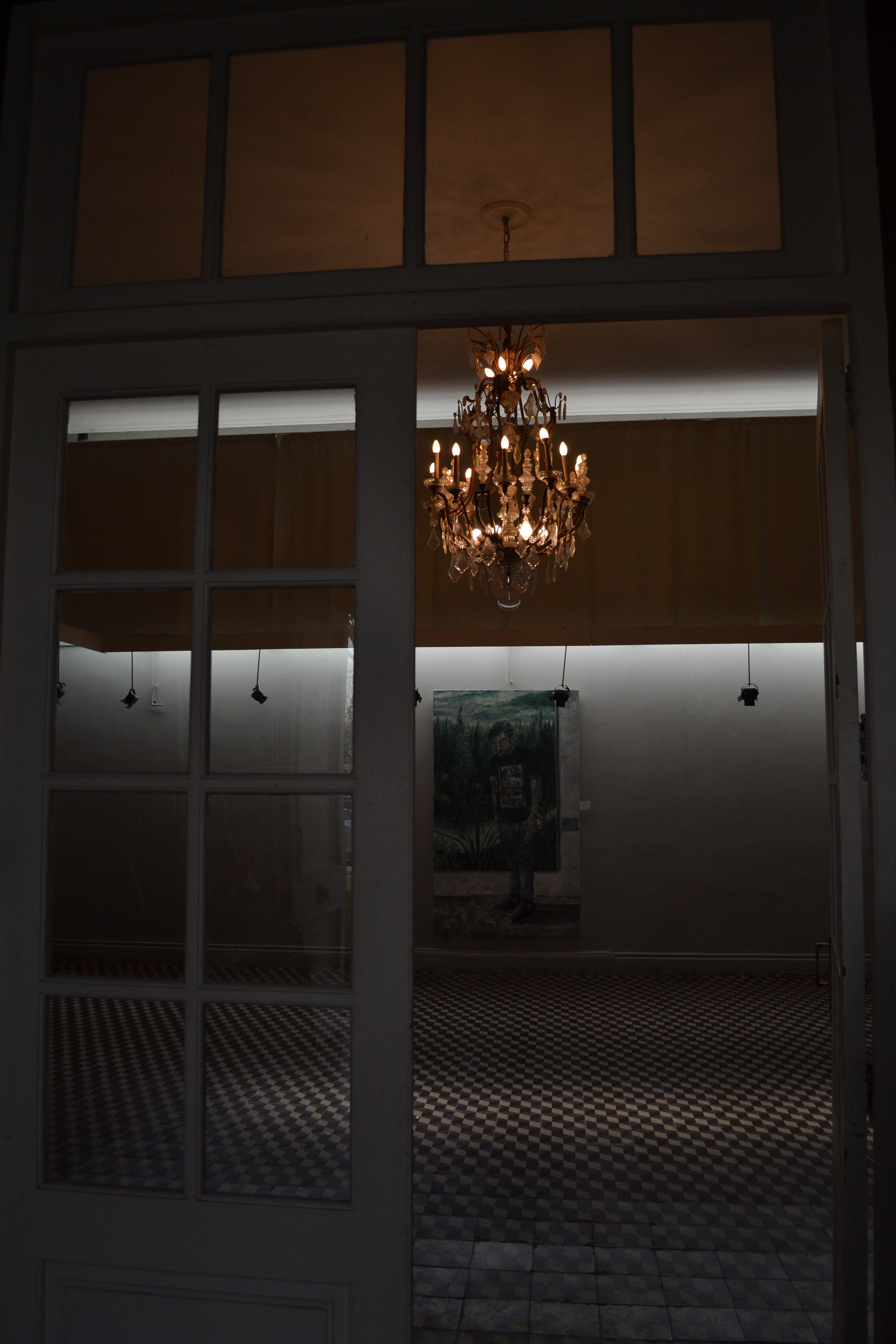
Hall Museo Pompeo Boggio

En las instalaciones del Museo Municipal de Artes Plásticas “Pompeo Boggio” funcionan:
- Secretaría de Cultura y parte la Dirección de Educación Municipal.
- Archivo Literario Municipal.
- Fotogalería 22[3]

Está compuesto por cinco salas de exposición. Las tres principales, nombradas como Juan Carlos Cerani, José Speranza y Sala Cartier,y otra sala donde funciona la «Fotogaleria 22». Actualmente el Museo tiene otra sala más,donde en ocasiones especiales también se utiliza como sala de exposición.
En sus salones con muestras se pueden apreciar fotografías, pinturas, grabados, tapices y esculturas que suman un patrimonio de alrededor de 555 obras locales.
También se realizan presentaciones, muestras, conferencias, charlas que son impulsadas por la Secretaría de Cultura de Chivilcoy.
En la actualidad se busca que el Museo este encaminado a la recuperación de la promoción artística. Este enfoque es el principio de un proyecto a futuro, para también separarlo de la idea de un Centro Cultural, y que más adelante, este cobre vida en otro edificio; ya que hoy mediante la promoción y difusión de actividades hacia la comunidad se organizan jornadas para la participación,como «Ediciones cartoneras», o se realizan muestras de Instituciones de la Ciudad de Chivilcoy, por ejemplo, «Encuentro por las Artes», entre otras.